# Felipe Spínola
Felipe Spínola (en italiano, Filippo Spinola) (Génova, 1594-Madrid, 8 de agosto de 1659) fue II marqués de los Balbases con Grandeza de España, II duque de Sesto, duque de San Severino, caballero del Toisón de Oro, General del Ejército Español y presidente del Consejo de Flandes.
Fue hijo de Ambrosio Spínola (1569–1630), I marqués de los Balbases, I duque Sesto, grande de España desde el 17 de diciembre de 1621, conquistador de Breda en 1625, gobernador del Ducado de Milán y también caballero del Toisón de Oro, y de su primera esposa, Giovanetta Bacciadone y Doria. (1597–1615).
Filippo se casó con Gironima Doria Spínola, con quien tuvo cinco hijos varones y una hija, que fue monja.
El tercero de los hijos sobrevivió a la infancia, Paolo Vincenzo Spínola (Milán, 1628/1630-Madrid, 23 de diciembre de 1699) y fue el III marqués de los Balbases y III duque de Sesto.